# The Great North
The Great North è una sitcom animata statunitense del 2021, creata da Wendy Molyneux, Lizzie Molyneux e Minty Lewis.
La serie viene trasmessa negli Stati Uniti su Fox dal 3 gennaio 2021. In Italia la serie viene pubblicata su Star dal 29 settembre 2021.
Nell'agosto 2022, Fox ha rinnovato la serie per una quarta stagione.

## Trama
Ambientata in Alaska, la serie gira attorno ad un padre single, Beef Tobin, mentre si destreggia nella vita tenendosi vicini i suoi quattro figli, Judy, Ham, Wolf e Moon.

## Episodi
| Stagione         | Episodi | Prima TV USA | Pubblicazione Italia |
| ---------------- | ------- | ------------ | -------------------- |
| Prima stagione   | 11      | 2021         | 2021                 |
| Seconda stagione | 22      | 2021-2022    | 2022                 |
| Terza stagione   | 22      | 2022-2023    | 2023                 |
| Quarta stagione  | 15      | 2024         | 2024                 |

## Personaggi e doppiatori

### Personaggi principali
- Beef Tobin, voce originale di Nick Offerman, italiana di Massimo De Ambrosis.[3]

Un pescatore, divorziato, con quattro figli. Beef sta ancora facendo i conti con la sua ex moglie Kathleen che ha abbandonato la famiglia. Ha difficoltà ad accettare i cambiamenti che stanno avvenendo nella vita della sua famiglia, avendo passato anni a dire che Kathleen era morta, nonostante i suoi figli sapessero tutti la verità.
- Judy Tobin, voce originale di Jenny Slate, italiana di Alessia Amendola.[3]

L'unica figlia di Beef. Una ragazza di sedici anni che ama la sua famiglia, condividendo un profondo legame con il suo fratello maggiore, Ham, ma sogna di lasciare la loro piccola città dell'Alaska e vedere il mondo.
- Wolf Tobin, voce originale di Will Forte, italiana di Gianfranco Miranda.[3]

Figlio maggiore di Beef. Un giovane sensibile, desidera comunque rendere suo padre orgoglioso.
- Honeybee Shaw, voce originale di Dulcé Sloan, italiana di Gemma Donati.[3]

Fidanzata di Wolf. Nata in California, si sta ancora adattando alla vita in una piccola città di pescatori dell'Alaska.
- Ham Tobin, voce originale di Paul Rust, italiana di Raffaele Carpentieri.[3]

Secondo figlio di Beef, che è apertamente gay. Ham condivide un profondo legame con la sua sorellina, Judy. Gli piace cucinare, essendo la "signora delle torte" della città.
- Moon Tobin, voce originale di Aparna Nancherla, italiana di Erica Necci.[3]

Figlio più giovane di Beef, che indossa un abito da orso.

### Personaggi ricorrenti
- Preside Gibbons, voce originale di Tim Bagley.
- Capo poliziotta Edna, voce originale di Sarah Baker.
- Cheesecake, voce originale di Andrew Daly, italiana di Francesco Fabbri.[4]
- Old Jody Jr, voce originale di Gabe Delahaye, italiana di Riccardo Scarafoni.[4]
- Brian Tobin, voce originale di Rob Delaney.
- Sindaco Peppers, voce originale di Ray Dewilde.
- Amelia, voce originale di Ziwe Fumudoh, italiana di Benedetta Ponticelli.[4]
- Jerrybee "Jerry" Shaw, voce originale di Ron Funches.
- Russell, voce originale di John Gemberling.
- Santiago Carpaccio, voce originale di David Herman, italiana di Emilio Mauro Barchiesi.[3]
- Alanis Morissette, voce originale di Alanis Morissette, italiana di Barbara De Bortoli.[4]

Amica immaginaria di Judy che appare nell'aurora boreale.
- Alyson Lefebvrere, voce originale di Megan Mullally.

Il capo di Judy presso lo studio fotografico.
- Quay, voce originale di Reggie Watts, italiana di Gabriele Lopez.[4]

### Personaggi secondari
- Lara Silverblatt, voce originale di Chelsea Peretti, italiana di Ilaria Latini.[4]
- Hayward, voce originale di Kurt Braunohler, italiana di Riccardo Scarafoni.[4]
- Carissa Van, voce originale di Jenny Yang, italiana di Ilaria Latini.[4]
- Greta Meatweep, voce originale di Jo Firestone, italiana di Letizia Ciampa.[4]
- Abelard, voce originale di David Herman, italiana di Alberto Franco.[4]

## Produzione
Il 28 settembre 2018 è stato annunciato che la serie, creata da Wendy e Lizzie Molyneux e Minty Lewis, era in fase di sviluppo con Loren Bouchard accreditato tra i produttori esecutivi. The Great North è stato ordinato ufficialmente dalla Fox il 9 maggio 2019, con Bento Box Entertainment, Fox Entertainment e 20th Television in qualità di società di produzione per la serie. Il 22 giugno 2020, prima della première della serie, Fox ha rinnovato The Great North per una seconda stagione.
Ad aprile del 2021 20th Television Animation è subentrata al posto di 20th Television come casa di produzione.